# Plymouth, Massachusetts

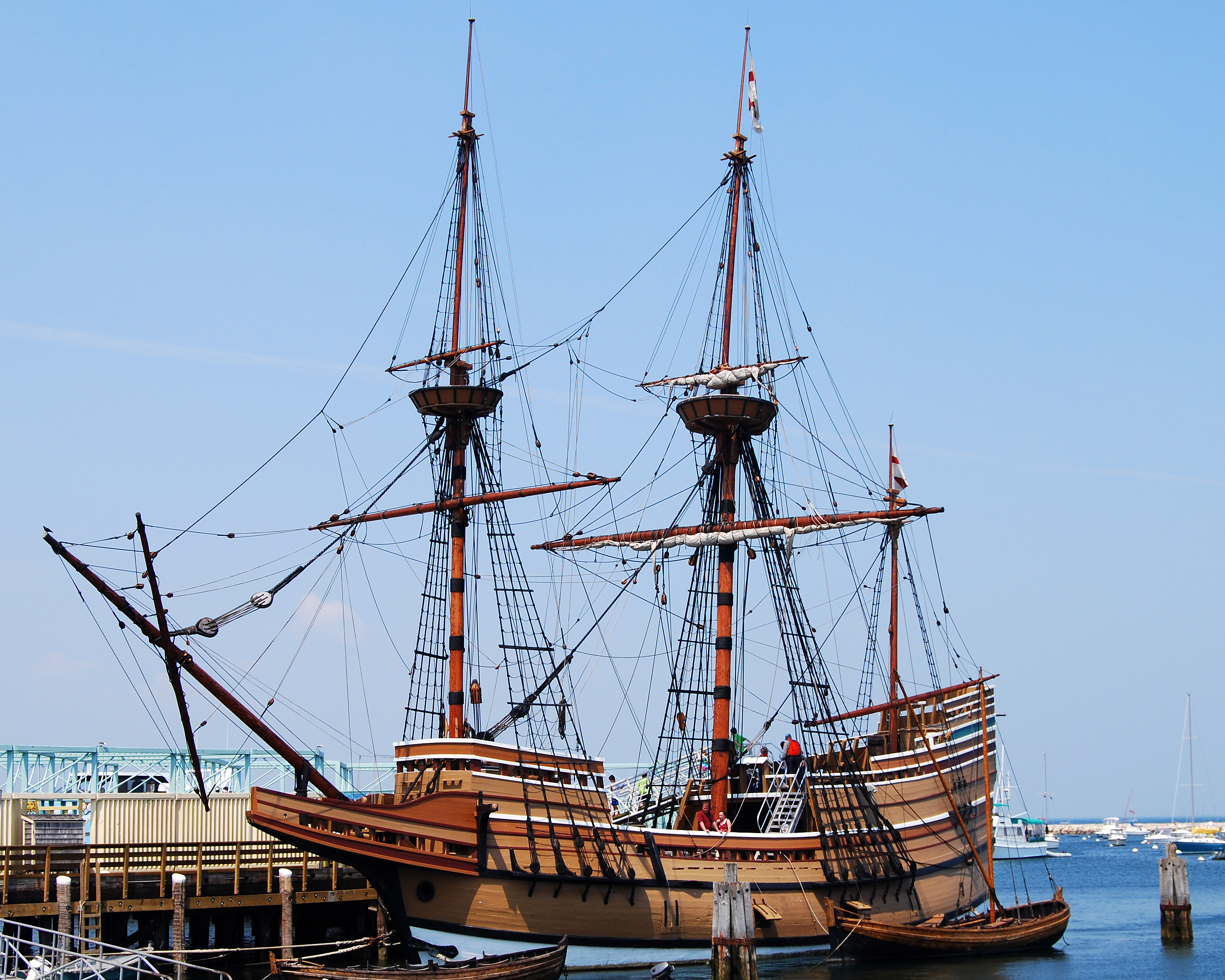

Plymouth este un oraș din comitatul Plymouth, statul Massachusetts, Statele Unite ale Americii.
Cunoscut sub denumirea afectivă de Hometown America's, Plymouth deține un loc de mare importanță în istoria, folclorul și cultura americană. A fost înființat în 1620 de către legendarul grup de coloniștii englezi protestanți cunoscuți ca The Pilgrims, care au imigrat din Anglia în America de Nord cu nava Mayflower.

## Istoric
La data de pe 11 noiembrie 1620, Mayflower a ancorat în zona care urma să devină rada portului orașului Princetown, Massachusetts de mai tîrziu.